# Éric Alard
 (mars 2015).
Si vous disposez d'ouvrages ou d'articles de référence ou si vous connaissez des sites web de qualité traitant du thème abordé ici, merci de compléter l'article en donnant les références utiles à sa vérifiabilité et en les liant à la section « Notes et références ».
Éric Alard, né le 26 août 1967 à Paris, est un pilote de bobsleigh français.

## Carrière
Il commence sa carrière de bobeur en 1988 et devient champion du monde junior en bobsleigh à quatre en 1990[réf. souhaitée].
En 1995, il remporte une médaille de bronze aux championnats du monde en bobsleigh à deux à Winterberg associé à Éric Le Chanony. Avec le même équipier, il remporte aussi une médaille de bronze aux Championnats du Monde de Poussée à Monaco en 1997. Il a également participé aux Jeux Olympiques d'Albertville en 1992 et aux Jeux olympiques de Nagano en 1998. Après sa carrière d'athlète, il devient entraîneur. Il coache successivement la France, la Nouvelle-Zélande, la Suisse et la Corée du Sud.
Il participe, à ce titre, aux Jeux olympiques de Salt Lake City (2002), Turin (2006) et Sotchi (2014). Il remporte aux Jeux Olympiques d'hiver de Sotchi, en tant que Head Coach de l'équipe suisse, le titre olympique en bobsleigh à deux masculin avec l'équipage Hefti - Baumann[réf. souhaitée]. 
Éric Alard est également entrepreneur. En 2007, il fonde son site éponyme « Eric ALARD » qui propose des conférences, des formations et du coaching aux entreprises, managers, dirigeants, entrepreneurs, étudiants ou sportifs en mettant tout particulièrement l’accent sur les parallèles existants entre les mondes du sport et de l’entreprise (gestion de la motivation - du stress, définition des objectifs, travail en équipe, etc.).
Éric ALARD est aussi l’un des speakers de l’édition 2022 du TEDx Belfort. Il a aussi écrit un livre Devenez votre propre champion qui retrace son parcours sportif jusqu'au titre olympique. Il explique également comment s'inspirer des techniques, des outils et des méthodes du monde sportif pour maximiser les chances de réussite de ses propres projets.  
Parallèlement au développement de son entreprise, Eric ALARD prend en 2018 la direction des campus Nantais et Rennais de l'école de commerce AMOS, spécialisée dans le management des organisations sportives. En 2021, il occupe le poste de directeur du Digital Learning au sein d’ACE Education, maison mère d’AMOS[réf. souhaitée]. 
Depuis janvier 2023, il est directeur du campus Nantais d’IDRAC Business School[réf. souhaitée].

## Palmarès
- champion du monde junior en bobsleigh à quatre en 1990[réf. souhaitée]
- : médaillé de bronze en bob à deux aux championnats monde de 1995[réf. souhaitée].

## Publications
- Eric ALARD, Devenez votre propre champion : Boostez la réussite de vos projets professionnels en adoptant les stratégies des plus grands champions, 2022, 217 p. (ISBN 978-2956672708)